# レニー・ブルース (映画)
『レニー・ブルース』（Lenny）は、1970年代のアメリカ映画。実在の毒舌漫談家レニー・ブルースの生涯を描いた。全編モノクロであった。

## あらすじ
レニーは、相当辛口な毒舌スタンダップコメディアンだ。黒人客を目の前に黒人差別用語や、卑猥語を言ったりする。とうとう、警察機関から目をつけられ、法的な弾圧を受ける。彼は、ドラッグにのめり込むなか言論を巡る戦いに没頭してゆく。弁護人を解任し自分で弁護するようになり、その様子をライブハウスで詳細に報告して、客を退屈させたりもするようになる。ついには客や友人たちも、そんな彼から距離を置くようになる。皮肉なことに、問題視された彼の危険な言葉は、彼の没後はそれほど過激なNGワードでもなくなってゆく。

## キャスト
| 役名                       | 俳優                 | 日本語吹替                         |
| 役名                       | 俳優                 | TBS版                              |
| -------------------------- | -------------------- | ---------------------------------- |
| レニー・ブルース           | ダスティン・ホフマン | 野沢那智                           |
| ハニー・ブルース           | ヴァレリー・ペリン   | 平井道子                           |
| サリー・マー               | ジャン・マイナー     | 川路夏子                           |
| アーティ・シルヴァー       | スタンリー・ベック   | 仁内達之                           |
| シャーマン・ハート         | ゲイリー・モートン   | 大宮悌二                           |
| ジャック・ゴールドスタイン | ガイ・レニー         | 藤本譲                             |
| ミーマおばさん             | ラシェル・ノヴィコフ | 高村章子                           |
| インタビュアーの声         | ボブ・フォッシー     | 藤城裕士                           |
| 日本語スタッフ             |                      |                                    |
| 演出                       |                      |                                    |
| 翻訳                       |                      |                                    |
| 効果                       |                      |                                    |
| 調整                       |                      |                                    |
| 制作                       | 制作                 | 東北新社                           |
| 解説                       | 解説                 | N/A                                |
| 初回放送                   | 初回放送             | 1981年5月22日 『金曜ロードショー』 |